# Plutonaster hikurangi
Plutonaster hikurangi är en sjöstjärneart som beskrevs av H.E.S Clark och D.G. McKnight 2000. Plutonaster hikurangi ingår i släktet Plutonaster och familjen kamsjöstjärnor.
Artens utbredningsområde är havet kring Nya Zeeland. Inga underarter finns listade i Catalogue of Life.